# Eremaea
Eremaea (sinónimo botânico: Eremaeopsis) é um género botânico pertencente à família Myrtaceae. O nome provém do grego poético eremaios, que significa "solitário" e se refere às flores solitárias (pelo menos aparentemente, já que podem ser inflorescências que unem em si várias flores), em situação terminal dos ramos. Podem ser arbustos ou árvores, de folhagem persistente e odorífera.

## Espécies
- Eremaea acutifolia, F.Muell.
- Eremaea asterocarpa, R.J.Hnatiuk
- Eremaea atala, R.J.Hnatiuk
- Eremaea beaufortioides, Benth.
- Eremaea blackwelliana, R.J.Hnatiuk
- Eremaea brevifolia, (Benth.) Domin
- Eremaea codonocarpa, R.J.Hnatiuk
- Eremaea dendroidea, R.J.Hnatiuk
- Eremaea ebracteata, F.Muell.
- Eremaea ectadioclada, R.J.Hnatiuk
- Eremaea ericifolia, Lindl.
- Eremaea fimbriata, Lindl.
- Eremaea hadra, R.J.Hnatiuk
- Eremaea pauciflora, (Endl.) Druce
- Eremaea phoenicea, R.J.Hnatiuk
- Eremaea pilosa, Lindl.
- Eremaea purpurea, C.A.Gardner
- Eremaea rosea, C.A.Gardner & A.S.George
- Eremaea violacea, F.Muell.